# 帕克萊尼采國家公園
帕克萊尼采國家公園是克羅地亞的國家公園，位於該國中部，由扎達爾縣負責管轄，面積36平方公里，始建於1949年10月19日，是53種哺乳類動物的棲息地。
2018年，帕克萊尼采國家公園的古山毛榉森林作为原来德国和乌克兰喀尔巴阡山脉原始山毛榉森林世界遗产的扩充，被联合国教科文组织列入世界自然遗产。

## 图集

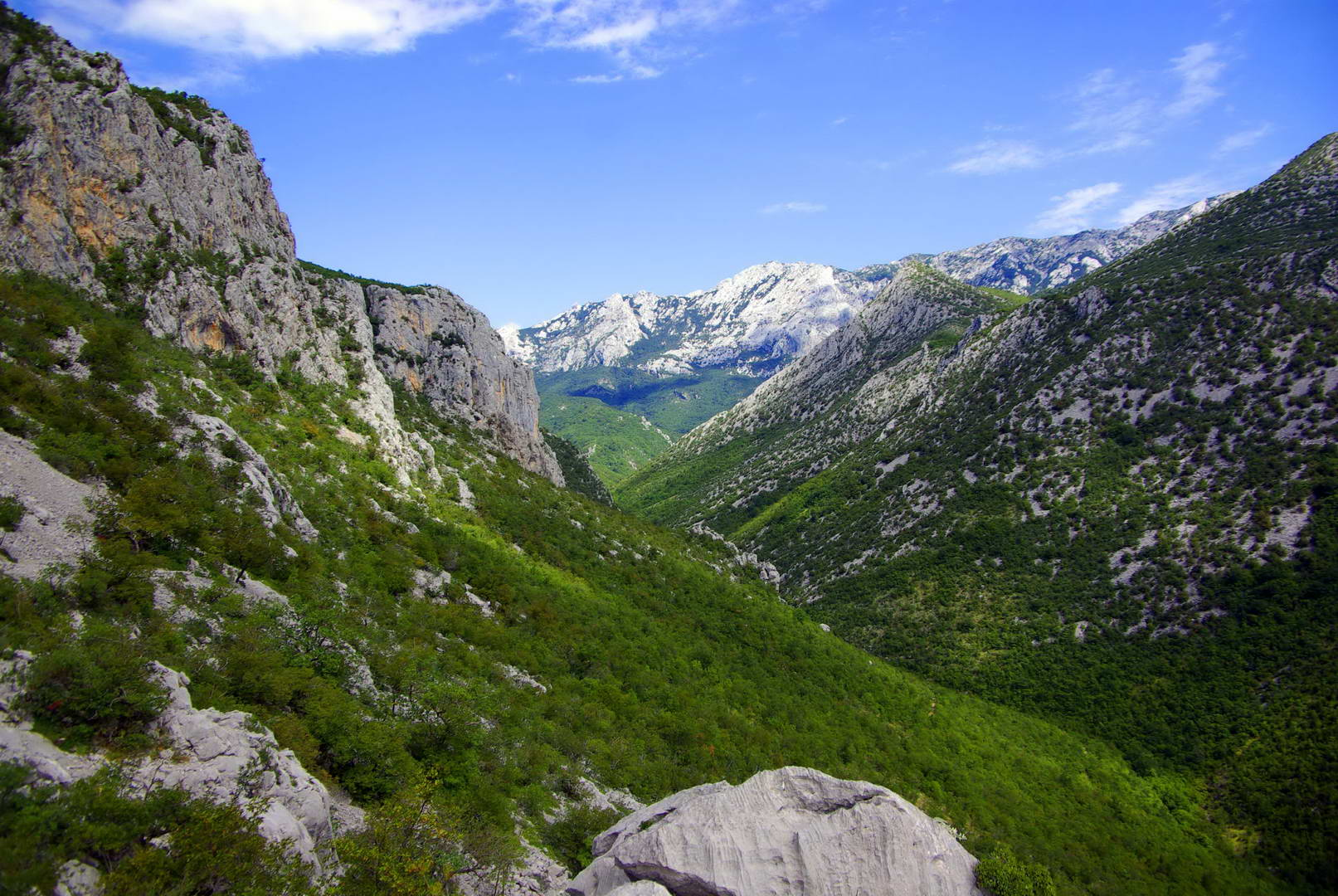
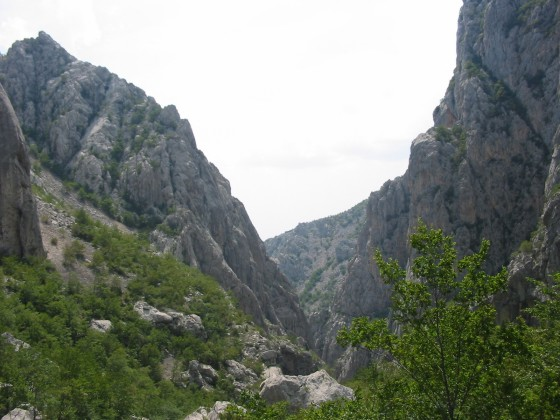
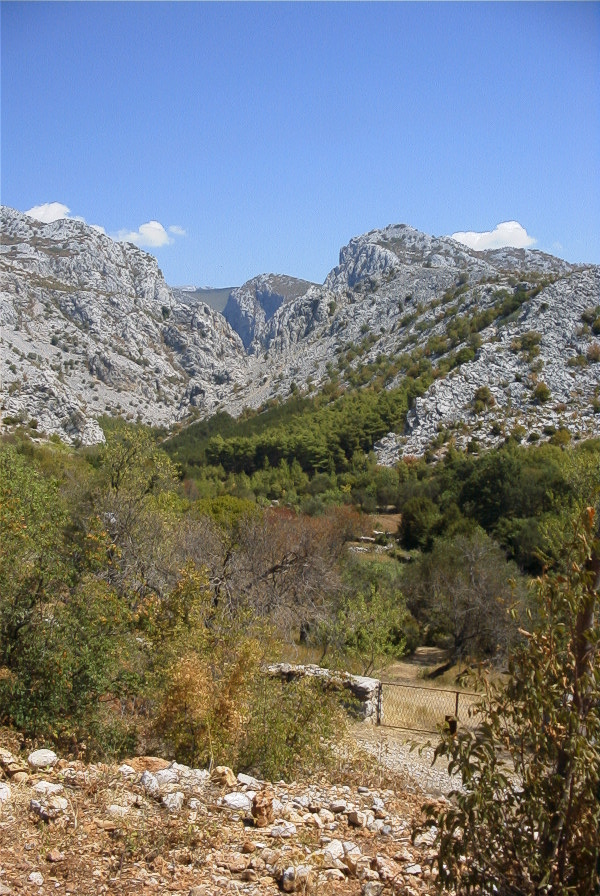
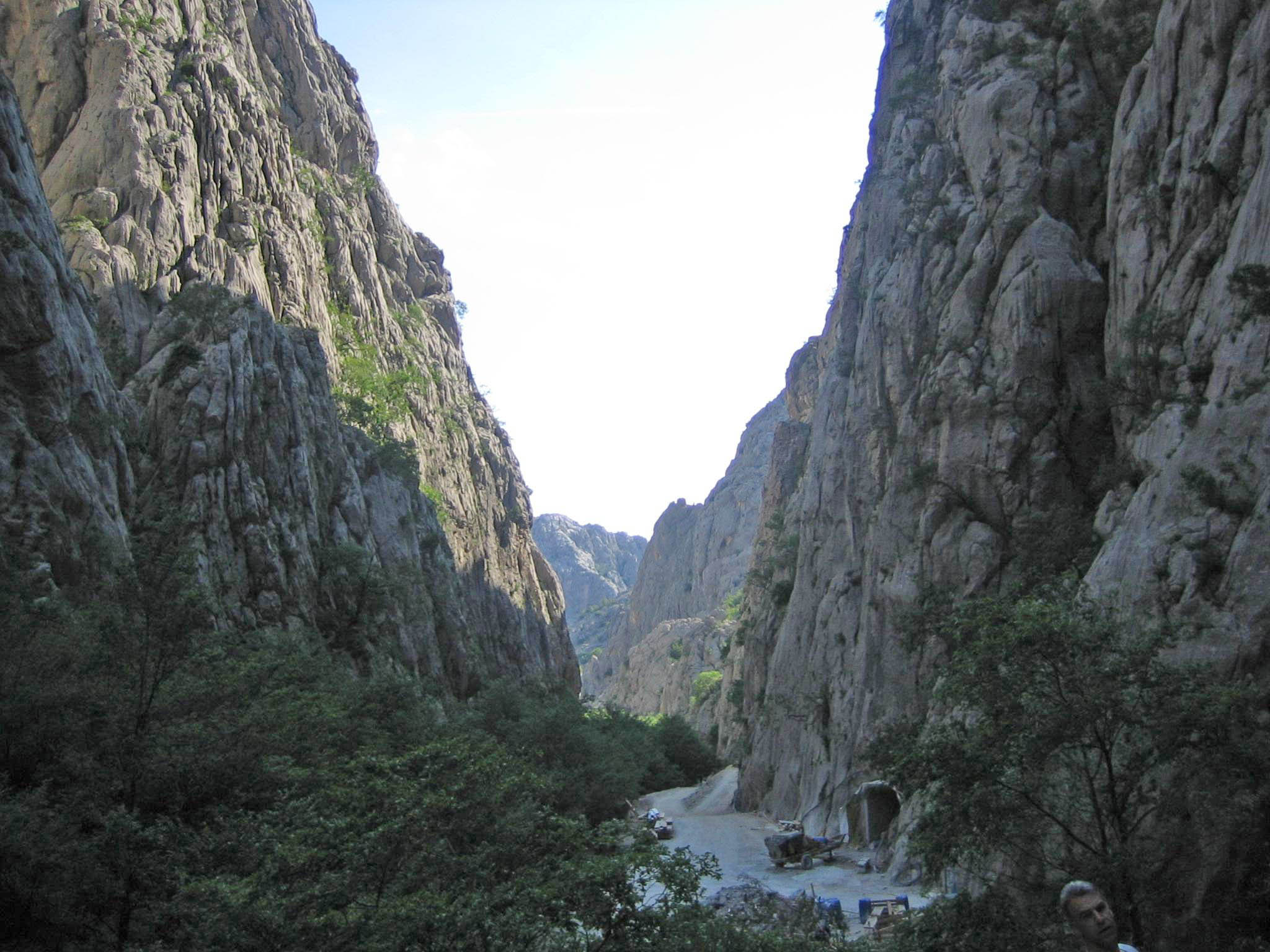
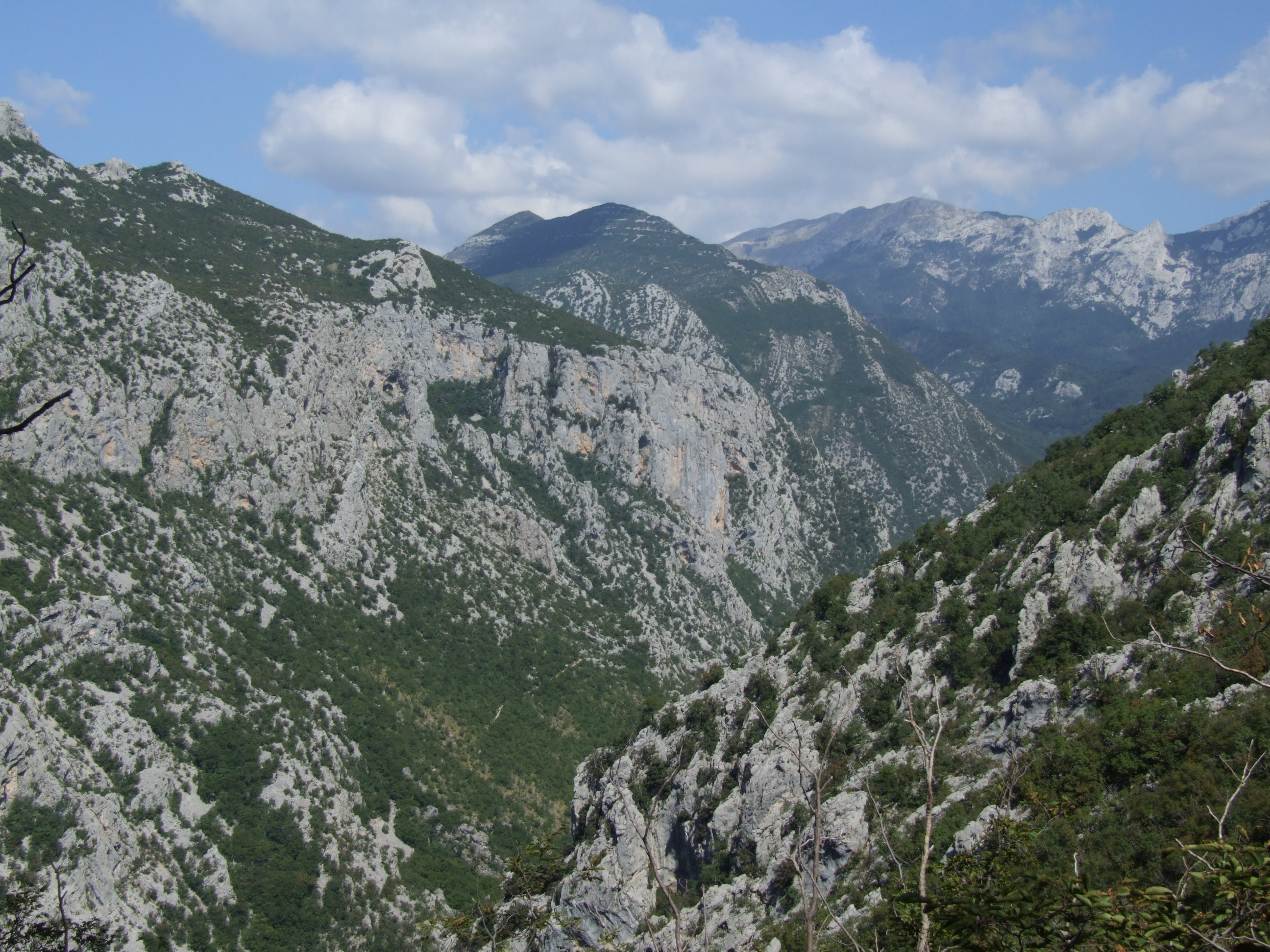
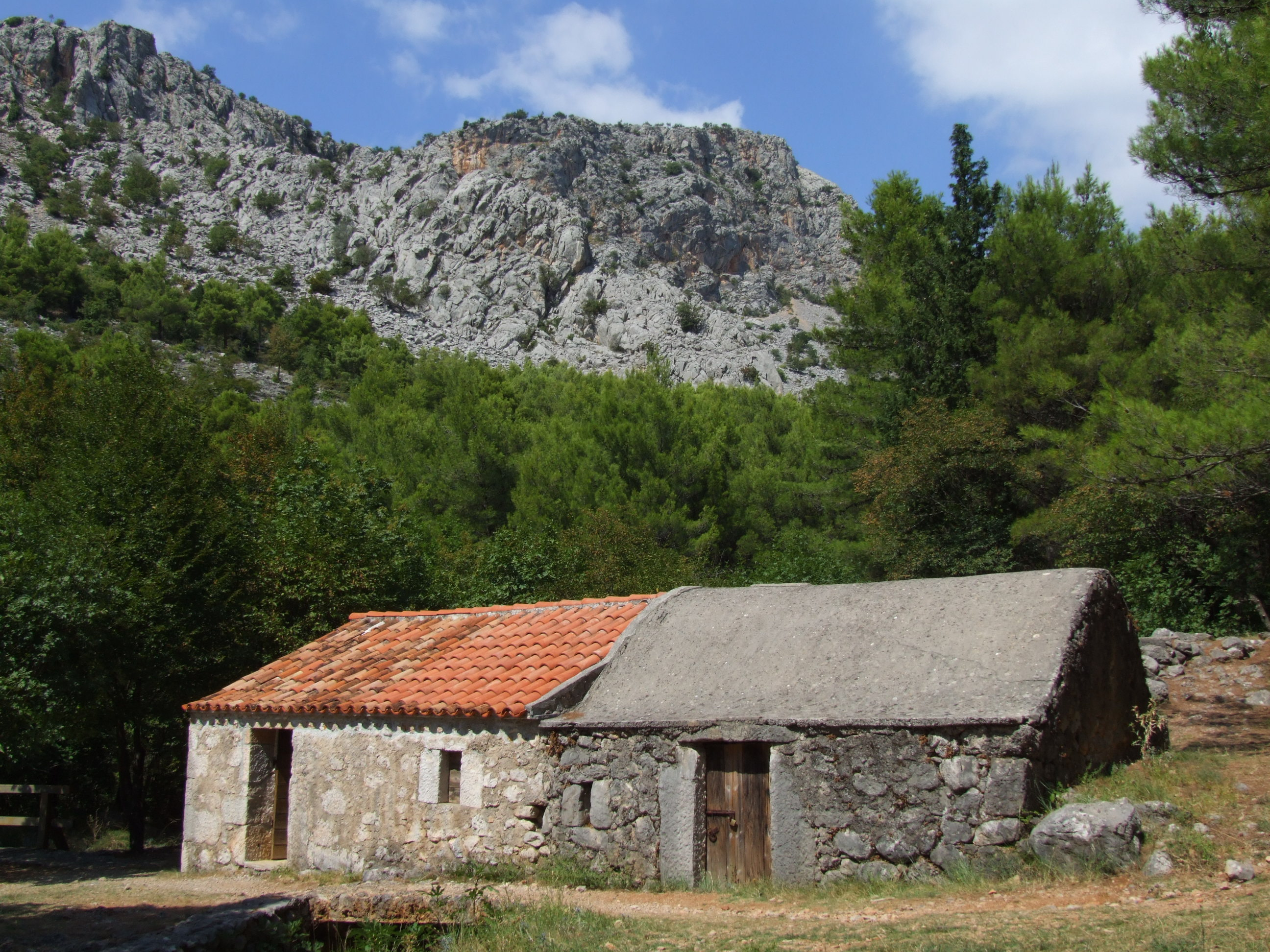

## 外部連結
- 帕克萊尼采國家公園
- 公园导航